# Tunnel van La Venne
De tunnel van La Venne is een spoortunnel in La Gleize, een deelgemeente van Stoumont. De enkelsporige spoorlijn 42 gaat door deze tunnel. De tunnel is genoemd naar het nabijgelegen gehucht La Venne.
Aan de oostzijde van de tunnel ligt het viaduct van Vennes.